# Cypria exsculpta
Cypria exsculpta is een mosselkreeftjessoort uit de familie van de Cyprididae. De wetenschappelijke naam van de soort is voor het eerst geldig gepubliceerd in 1855 door Fischer.